# Anniken
Anniken ist ein weiblicher Vorname.

## Herkunft und Bedeutung
Der Name ist die norwegische Verkleinerungsform von Anne.

## Bekannte Namensträgerinnen
- Anniken Hauglie (* 1972), norwegische Politikerin
- Anniken Huitfeldt (* 1969), norwegische Politikerin
- Anniken Mork (* 1991), norwegische Skispringerin
- Anniken Obaidli (* 1995), norwegische Handballspielerin
- Anniken Ramberg Krutnes (* 1968), norwegische Diplomatin
- Anniken Wollik (* 1997), norwegische Handballspielerin